# Wucun (köpinghuvudort i Kina, Jiangxi Sheng, lat 28,50, long 118,28)
Wucun (kinesiska: 吴村) är en köpinghuvudort i Kina. Den ligger i provinsen Jiangxi, i den sydöstra delen av landet, omkring 230 kilometer öster om provinshuvudstaden Nanchang. Antalet invånare är 38 706. Befolkningen består av 18 576 kvinnor och 20 130 män. Barn under 15 år utgör 22,0 %, vuxna 15-64 år 71 %, och äldre över 65 år 5,0 %.
Runt Wucun är det tätbefolkat, med 511 invånare per kvadratkilometer. Wucun är det största samhället i trakten. I omgivningarna runt Wucun växer i huvudsak blandskog.
Genomsnittlig årsnederbörd är 2 682 millimeter. Den regnigaste månaden är juni, med i genomsnitt 514 mm nederbörd, och den torraste är oktober, med 39 mm nederbörd.